# Most Apollo
Most Apollo je pátý bratislavský most přes řeku Dunaj, který je v provozu od roku 2005. Jedná se o ocelový obloukový most o rozpětí 231 m a výšce 36 m. s radiálně uspořádanými závěsy a s dolní ortotropní ocelovou mostovkou. Celková hmotnost mostu je přibližně 8000 tun. Kromě individuální osobní dopravy jej využívají rovněž chodci a autobusy zdejší městské hromadné dopravy.

## Název
Most byl pojmenován podle rafinerie Apollo, která kdysi stála v blízkosti bratislavské strany mostu a byla kompletně zničena po spojeneckém náletu během druhé světové války (16. června 1944). Samotný závod byl pojmenován podle řeckého boha Apollóna. Původní pracovní název stavby byl Most Košická podle Košické ulice, která na něj plynule navazuje.

## Projekt a výstavba
Autorem projektu je Ing. Miroslav Maťaščík. Výstavba mostu byla připravována od roku 1998, základní kámen byl položen 17. prosince 2002. V únoru 2003 se začalo s výstavbou, která trvala do roku 2005.
Nosná konstrukce oblouku a mostovky byla smontována na levém („městském“) břehu Dunaje, dne 19. září 2004 byl most otočen zaplavením. Pro zaplavení byly použity čtyři říční čluny, které byly spojeny a na nich byla vybudována provizorní konstrukce s výsuvnou dráhou. Před započetím přesunu mostu na výsuvnou dráhu byla do upravených člunů načerpána voda jako zátěž, která byla při nasouvání mostu postupně odčerpávána. Po nasunutí petržalského konce mostu nad čluny, byly tyto pomocí navijáku z 2.břehu a posléze loděmi,  zaplaveny k mostnímu pilíři u pravého břehu Dunaje. Most byl tak otočen o 90° na speciálním kalotovém ložisku, umístěném na pilíři levého břehu. Následně, po otočení, byl most ze člunů vysunut do finální pozice na mostní pilíř u pravého břehu.
Most byl pak slavnostně otevřen 4. září 2005. Celkové náklady na výstavbu dosáhly 142,7 milionu eur.

## Využití
Mostem denně projde kolem 50 000 vozidel. Stavba přesto nebyla ani do roku 2016 řádně zkolaudována a používá se v režimu předčasného užívání stavby.

## Ocenění
Most získal několik českých a slovenských ocenění, včetně slovenské ceny Stavba roka (2006). Rovněž byl oceněn evropskou cenou „European Award for Steel Structures“, kterou uděluje Evropská asociace ocelových konstrukcí (ECCS) a americkým stavebním oceněním „OPAL Award“.

## Galerie

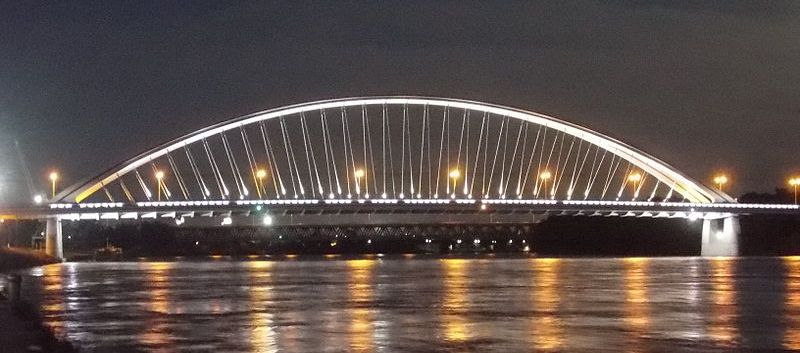
Most Apollo v noci
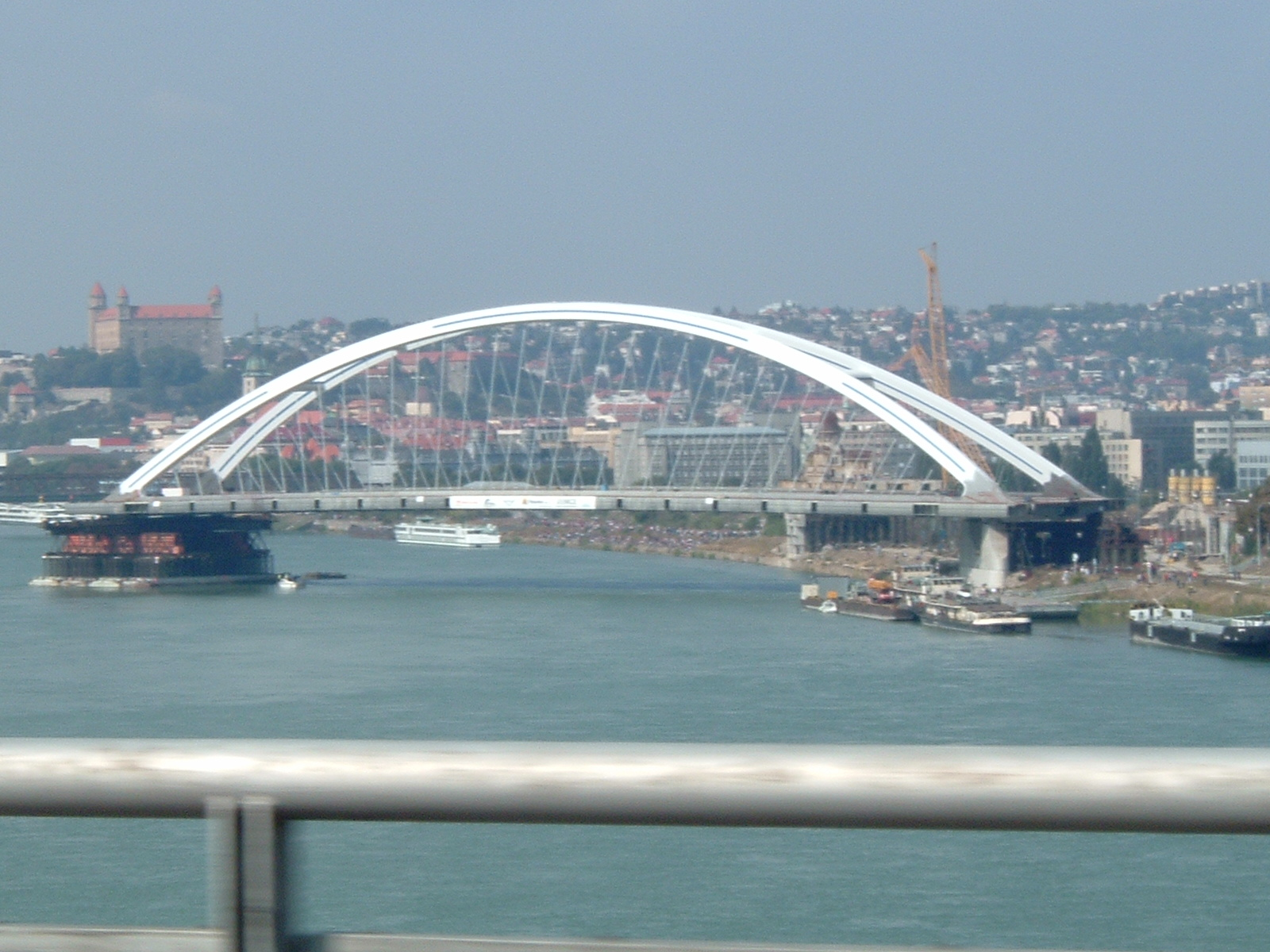
Otočení mostu
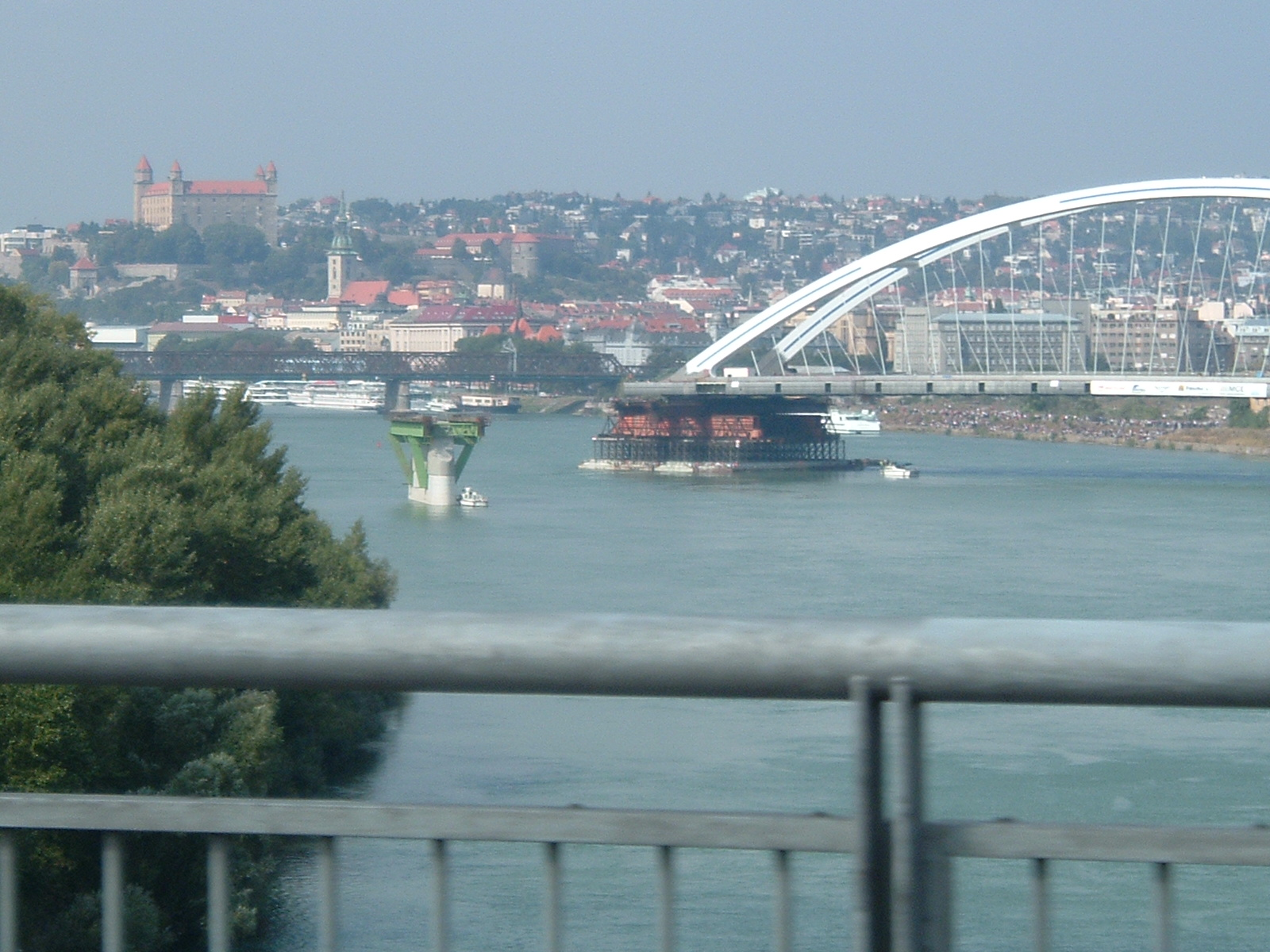
Otočení mostu